# يحيى بن إسماعيل بن عبد الله
الطاهر يحيى بن إسماعيل بن عبد الله أو  الطاهر يحيى بن الأشرف هو الملك الثاني عشر من ملوك الدولة الرسولية في اليمن، حكم في الفترة (1438 – 1446 م).